# Pheradi Majus
Pheradi Majus ou Pheradi Maius est un site antique tunisien d'origine romaine situé dans les environs du village de Sidi Khelifa entre Hammamet et Sousse.
Son existence remonte au moins au IIIe siècle av. J.-C. La cité devient municipe sous Marc Aurèle puis colonie romaine avant d'être abandonnée vers le XIIe siècle. Le nom de la ville a été identifié grâce à un texte en latin d'une dédicace à Neptune Auguste pour le salut de l'empereur romain Antonin le Pieux signée par un notable local du nom de Marcus Barigbalus Pheraditanus Majus.

## Monuments
Les monuments les plus importants du site ont été édifiés entre la fin du IIe siècle et le début du IIIe siècle :
- les thermes dégagés en 1972 couvrent une superficie d'environ 500 m2. Ils comprennent, comme tous les monuments de ce type, un vestibule, des latrines semi-circulaire, une grande salle couverte de mosaïque (apodyterium), un frigidarium pavé de mosaïques avec un bassin en abside, un tepidarium où se trouve un bassin rectangulaire et un caldarium avec deux absides ;
- le forum est entouré de portiques sur trois côtés. La porte du forum est un arc qui repose sur deux pieds-droits flanqués de deux niches pouvant abriter des statues de divinités. La voûte de l'une des niches porte des insignes : tiges de millet, lierre, couronne à cinq pointes, etc. ;
- le marché peut être décrit grossièrement comme un rectangle irrégulier avec une cour entourée d'un portique dallé ;
- le nymphée est signalé par une belle arcade munie de cinq arcs abritant cinq bassins. La source jaillissait du fond de l'un des bassins, un sixième bassin plus grand permettant l'évacuation des eaux vers d'autres bâtiments tels que les thermes et des citernes ;
- le complexe religieux est situé sur une colline et fut longtemps identifié comme une forteresse. Composé de plusieurs temples construits avec de grands blocs de pierres, ce monument n'a conservé que des soubassements comprenant deux étages de chambres et de caveaux, l'étage supérieur totalement disparu ayant été éclairé par trois fenêtres qui regardaient la mer.